# 부평향교
부평향교(富平鄕校)는 인천광역시 계양구 계산동에 있는 조선시대 향교이다. 1990년 11월 9일 인천광역시의 유형문화재 제12호이다.

## 개요
향교는 성현의 위패를 모시고 제사 지내며, 지방 백성의 교육을 담당하기 위해 국가에서 세운 교육기관이다. 고려 인종 5년(1127)에 계양산 아래에 지은 부평향교는 병자호란(1636)으로 불타 없어진 것을 다시 지었다. 현재의 건물은 18세기 이후에 세워진 것으로 여러 차례의 수리가 있었다. 현재 남아있는 건물은 대성전·명륜당·동재·서·동무·내삼문 등이다. 교육공간인 명륜당을 앞에 두고, 제사공간인 대성전을 뒤에 둔 전학후묘의 전형적인 향교의 배치형식을 따르고 있다. 대성전은 공자를 비롯하여 중국과 우리나라 성현의 위패를 모시고 제사하는 곳으로, 다른 향교에 비해 간소한 구조를 하고 있다. 조선시대에는 국가로부터 토지·노비·책 등을 지급받아 학생들을 가르쳤으나, 지금은 교육의 기능은 없어지고 제사의 기능만 남아있다.

## 역사
고려 시대인 인종 5년 (서기 1127년)에 건립되었으며 병자호란 당시에 화재로 소실되다가 숙종 14년에 재건되었던 것으로 추정된다.

## 특징
문헌에 따르면 부평향교는 일반적인 향교 건물 배치인 대성전, 동·서 양무, 동·서 양재 이외에 전사청, 공수고 등의 건물이 있었다고 기록되어 있으나 현재는 남아 있지 않다. 향교 내 건물 배치는 명륜당 등 교육시설을 앞에 놓고 그 뒤에 대성전과 문묘 시설을 배치하는 전형적인 전당후묘(前堂後廟)의 방식을 취하고 있다.

## 같이 보기
- 인천향교
- 경인교육대학교

## 참고 자료
- 부평향교 - 국가유산청 국가유산포털